# مرجريت سميث
مرجريت سميث (بالإنجليزية: Margaret Smith)‏ (ولدت في 1884 م - توفيت في1970 م) هي مستشرقة بريطانية. تخصصت في دراسة العالم الإسلامي.
أخذت في دراسة التصوف على مذهب نيكلسون. زارت العديد من دور الكتب في القاهرة والقدس ودمشق واستانبول.
من آثارها: كتاب عن متصوف بغداد: المحاسبي (لندن، 1935 م) وفي مجلة الجمعية الملكية الآسيوية: المحاسبي رائد الغزالي (1936 م).